# Partito Repubblicano d'Albania
Il Partito Repubblicano d'Albania (Partia Republikane e Shqipërisë, PR) è un partito politico albanese di destra. Occupa un seggio nel Parlamento albanese.
Il PR è nato nel 1991, alla fine del regime comunista che ha governato l'Albania dal 1946. Il PR è un partito nazional-conservatore, membro dell'Alleanza per l'Europa delle Nazioni, la federazione di partiti europei di destra, alla quale aderiva anche l'italiana Alleanza Nazionale.

## Storia elettorale
Il partito viene fondato dallo scrittore Sabri Godo nel gennaio 1991, con l'appoggio del Partito Repubblicano Italiano. Il PR sceglie il Partito Repubblicano USA come modello, e si posiziona a "destra del centro" nello spettro politico, leggermente più a destra del Partito Democratico d'Albania (PDSH).
Alle elezioni del 1991, dominate dall'erede del partito comunista, il Partito Socialista d'Albania, il PR ottenne l'1,8% dei voti, non riuscendo a superare lo sbarramento del 2,5% nella quota proporzionale e senza eleggere alcun deputato nei collegi maggioritari. Nel 1992, il PR ottenne, invece, il 2,9% dei consensi, eleggendo un deputato. Il PR si unì alla coalizione governativa guidata dal Partito Democratico d'Albania, ma con ben poca influenza sulle politiche di governo.
I consensi migliorarono ulteriormente nel 1996, quando il PR ottenne il 5,7% dei voti e 3 seggi. A seguito dell'anarchia albanese del 1997, alle elezioni anticipate del 1997 il PR dimezzò i propri voti (2,4%) ed elesse un solo deputato.
Nelle elezioni del 2001, il PR prese parte all'alleanza Bashkimi për Fitoren (Uniti per Vincere), che ottenne il 36,8% dei voti. Il PR elesse 5 deputati. L'alleanza, pur incrementando i seggi che i partiti avevano ottenuto nelle consultazioni precedenti, non riuscì a superare il Partito Socialista ed i suoi alleati, che formarono il nuovo governo.
Alle elezioni del 2005, grazie anche al nuovo sistema elettorale, il PR conquistò 11 seggi, divenendo il terzo partito albanese. Il PR non elesse nessun deputato nel quota maggioritaria a turno unico (100 seggi), ma ottenne il 20% dei voti nella quota proporzionale in alleanza con altri partiti minori di centrodestra, grazie agli accordi elettorali con il Partito Democratico, che elesse tutti propri rappresentanti nella quota maggioritaria. Nei quattro anni successivi il PR sostenne il nuovo governo di Sali Berisha.
Alle elezioni del 2009, il PR entrò a far parte della coalizione Alleanza per il Cambiamento, composta da quasi tutti i partiti che avevano sostenuto il governo di centro-destra. Il nuovo sistema elettorale (proporzionale su base circoscrizionale con sbarramento al 3%) finì per favorire i due partiti maggiori PD e PS. In alcune circoscrizioni, infatti, il numero limitato di seggi in palio fece sì che, di fatto, lo sbarramento fosse superiore al 10%. L'Alleanza ottenne il 46,55 dei voti e 70 seggi, di cui uno solo andò al PR, che ottenne il 2,1% di voti su base nazionale. Il PR di nuovo entrò nella coalizione di governo del PD di Sali Berisha, allargata anche al Movimento Socialista per l'Integrazione di Ilir Meta, prima all'opposizione.
Alle elezioni locali del 2011 il PR ottenne un totale di 67.039 voti in tutto il paese, il doppio rispetto alle politiche di due anni prima.
Il PR alle politiche del 2013 è entrato a far parte della coalizione di centro-destra "Alleanza per l'Impiego, il Benessere e l'Integrazione". I repubblicani conquistarono il 3% dei voti e 3 seggi. La coalizione, però, ottiene solo 56 seggi su 140 ed è costretta all'opposizione.

## Ideologia
Il Partito Repubblicano d'Albania aderisce all'agenda dei Repubblicani americani, e la loro ideologia è pertanto basata sul conservatorismo nazionale e il liberismo economico. Il partito accoglie anche fazioni minoritarie populiste o social-conservatrici, che tuttavia sono quasi scomparse sotto la leadership di Fatmir Mediu, più convintamente nazional-conservatrice, filo-europea e pro-NATO.
Il partito era stato fondato originariamente su una base conservatrice, repubblicana e in generale anticomunista e antimonarchica. Benché creato in alternativa tanto al Partito Democratico d'Albania quanto al Partito Socialista d'Albania, il Partito Repubblicano si è allineato principalmente al primo per opposizione ai socialisti, che i repubblicani continuano a considerare come eredi del partito comunista albanese. Nonostante inizialmente euroscettico e legato all'Alleanza per l'Europa delle Nazioni (AEN), il partito ha cambiato politica in senso più filo-europeo, lasciando il gruppo nel 2009.

## Rappresentanti al Parlamento
| Anno | Seggi | Totale seggi |
| ---- | ----- | ------------ |
| 1991 | –     | –            |
| 1992 | 1     | 140          |
| 1996 | 3     | 140          |
| 1997 | 0     | 155          |
| 2001 | –     | –            |
| 2005 | 11    | 140          |
| 2009 | 1     | 140          |
| 2013 | 2     | 140          |